# Virgen del pez
La Sagrada Familia con Rafael, Tobías y San Jerónimo, conocida como Virgen del pez, es una pintura al óleo de Rafael Sanzio realizada entre 1513 y 1514. Debido a una restauración del siglo XIX, su soporte actual es de lienzo y no tabla como en origen. Actualmente se conserva en el Museo del Prado de Madrid.

## Historia y descripción
Se trata de una sagrada conversación, es decir, un cuadro en que aparecen la Virgen y el Niño Jesús relacionados con santos. En él aparece María entronizada sostiene a Jesús sentada. A la derecha se sitúa San Jerónimo con ropajes cardenalicios y hojeando la versión latina de la Biblia que este erudito estableció o Vulgata. El león a sus pies es el que, según la tradición, curó y domesticó durante su etapa como eremita. A la izquierda figura el arcángel San Rafael, quien presenta al Jesús niño a Tobías, que sostiene el pez que le sirvió para curar a su padre de la ceguera. El pez es también símbolo de Cristo.

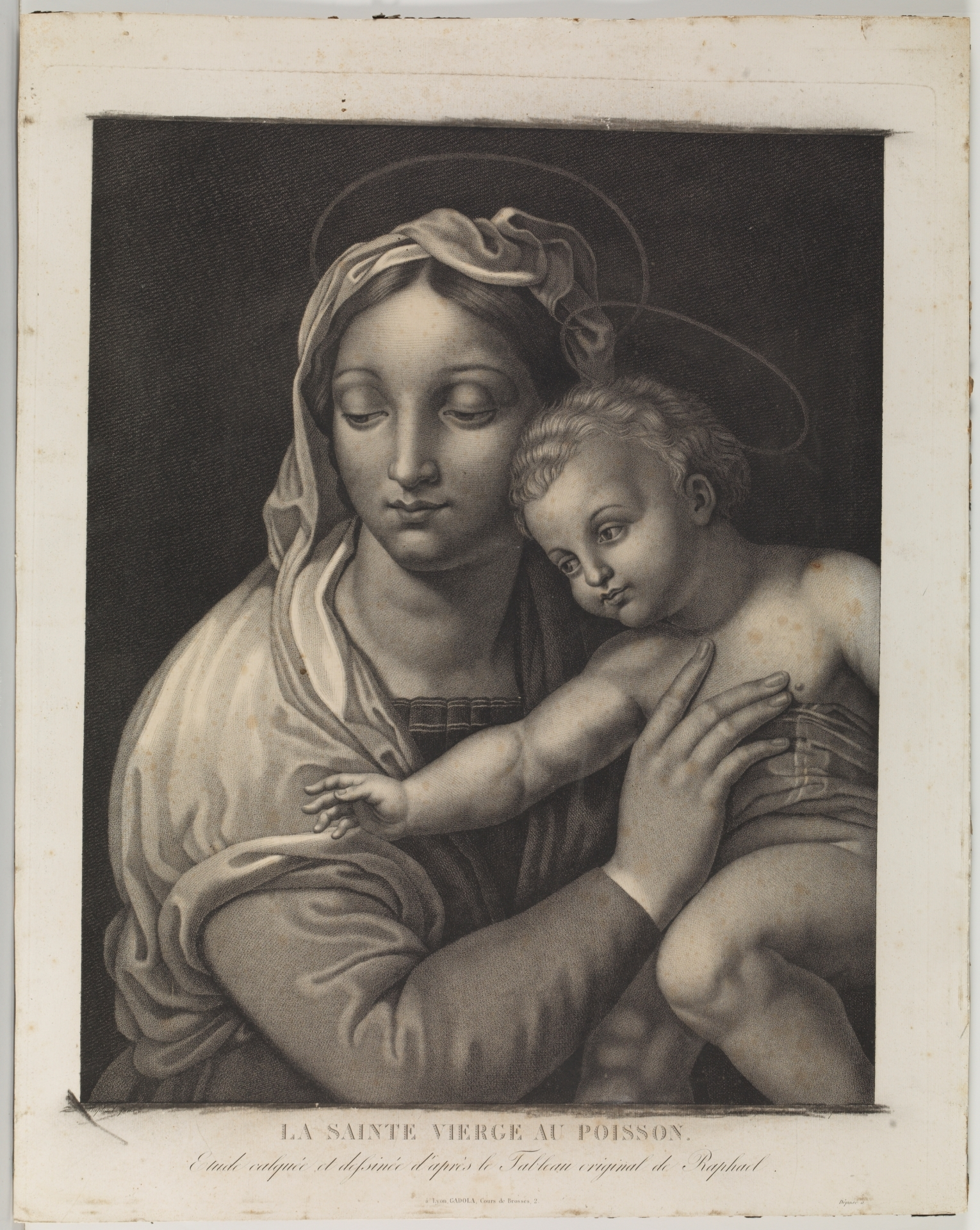
Jean-François Badoureau, por pintura de Rafael: Sagrada Familia con Rafael, Tobías y San Jerónimo, o Virgen del pez (detalle), c. 1818. Gabinete de Dibujos, Estampas y Fotografías del Museo del Prado, donación Pedro Alberdi.

Destacan en este cuadro el cromatismo y la equilibrada composición, a base de formas triangulares y cuadrangulares. Su técnica remite a los murales de la Estancia de Heliodoro del Palacio Apostólico de la Ciudad del Vaticano, pero actualmente se cree que es obra pintada por Rafael con amplia colaboración de ayudantes, según lo habitual en sus últimos años de carrera. Los expertos Tom Henry y Paul Joannides (exposición El último Rafael, 2012) atribuyen a Rafael el diseño de la escena pero creen de modesta calidad la figura del león, y consideran que en general la obra está pintada de forma rutinaria y sin los matices propios de Rafael, salvo las efigies de la Virgen y san Jerónimo, que sí creen pintadas por él. De todas formas, su aspecto actual dificulta un examen con total precisión, pues a principios del siglo XIX la capa pictórica fue arrancada de su soporte de madera y pegada sobre lienzo, lo que alteró en cierto grado las texturas y colores primigenios.
Existen dibujos preparatorios de este cuadro en la Galería de los Uffizi (Florencia) y en la Galería Nacional de Escocia (Edimburgo). El rostro de la Virgen reaparece con escasas variaciones en otro cuadro, la Virgen de los candelabros del Museo Walters de Baltimore.
Fue producto de un encargo para la devoción privada de Jerónimo de Doce para decorar la capilla de Santa Rosalía del monasterio de San Domenico de Nápoles. 
Su localización en España es debida a la adquisición del virrey de Nápoles con destino a las colecciones reales en tiempo de Felipe IV. Tras colocarse inicialmente en la capilla del Alcázar de los Austrias fue trasladada, en 1645, a la antigua iglesia del monasterio del Escorial. Actualmente se conserva y expone en el museo del Prado.

## Estampas de reproducción

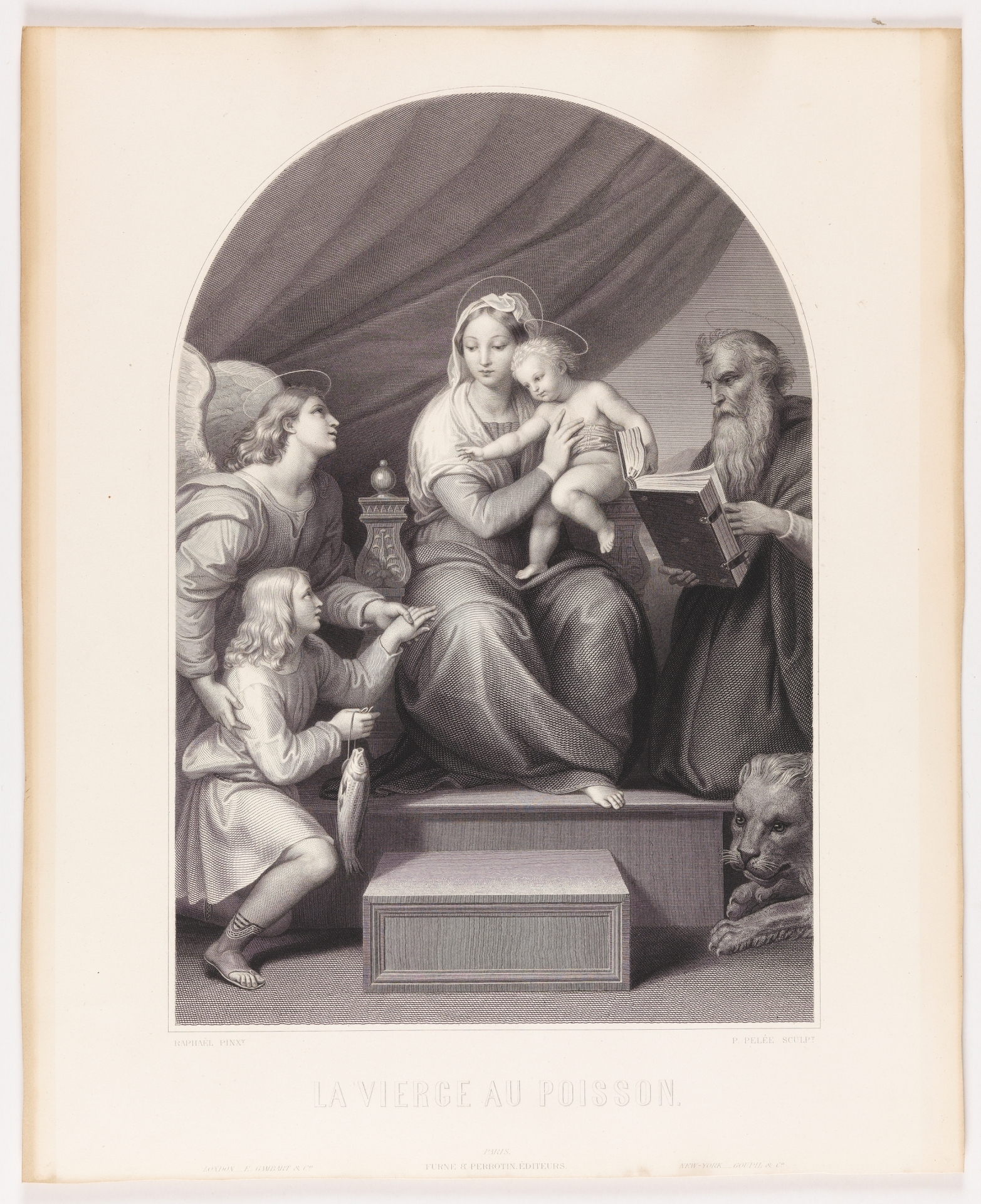
Imagen del grabado de reproducción abierto por Pierre Pelée en 1850. Gabinete de Dibujos, Estampas y Fotografías del Museo del Prado, donación José Presedo.

Hacia 1818 el detalle de la Virgen con el Niño fue reproducido mediante la técnica del grabado de puntos por Jean-François Badoureau. Y en 1850 Pierre Pelée abrió al aguafuerte y buril una lámina de acero reproduciendo la obra completa, para ilustrar el libro Les Vierges de Raphaël gravées par les premiers artistes français. El Gabinete de Dibujos, Estampas y Fotografías del Museo del Prado posee sendos ejemplares de estos grabados, donados respectivamente por Pedro Alberdi en 2014 y por José Presedo en 2015.